# Antti Revonsuo
Antti Revonsuo (geb. 1963) ist ein finnischer Neuro- und Kognitionswissenschaftler, Psychologe und Philosoph. Revonsuo ist Professor für Kognitive Neurowissenschaften an der Hochschule Skövde in Schweden und Dozent am Zentrum für kognitive Neurowissenschaften der Universität Turku in Finnland. Er sitzt im Aufsichtsrat der Association for the Scientific Study of Consciousness (dt. „Interessenverband zur wissenschaftlichen Untersuchung des Bewusstseins“) und ist einer der Herausgeber der Zeitschrift Consciousness and Cognition. Auf seinem Spezialgebiet, der Erforschung des menschlichen Bewusstseins, hat er die Theorie einer „virtuellen Traumrealität“ entwickelt.

## Leben
Revonsuo schloss seine Diplom-Ausbildung an der Universität Turku im Jahr 1990 ab. Seit 2003 ist er Mitglied der Akademie von Finnland.

## Werk
Zu Revonsuos Forschungsschwerpunkten gehören die Theorie und Philosophie des Bewusstseins, neuronale Mechanismen des Bewusstseins und veränderte Bewusstseinszustände. Er leitete zwei, von der Akademie von Finnland finanzierte, Forschungsprojekte über die „Neurophilosophie des Bewusstseins“ (2006–2010) und die „Neurophysiologie des Brainreading“ (2008–2011). In diesen Projekten wurden die neuronalen Mechanismen von veränderten Bewusstseinszuständen, insbesondere von Träumen, unter Verwendung von EEG und PET, sowie die Manipulationsmöglichkeiten des Übergangs zwischen bewussten und unbewussten Zuständen mit Anästhetika, untersucht.
Revonsuo hat zur eigentlichen Funktion des Träumens geforscht und die so genannte Threat Simulation Theory (dt.: Bedrohungssimulationstheorie) aufgestellt, der zufolge der Traum aus evolutionsbiologischer Sicht ein alter Verteidigungsmechanismus ist, der von der Evolution eingerichtet wurde, um Bedrohungsszenarien zu simulieren. Indem die Ursachen unserer Ängste in Träumen wiederholt durchgespielt werden müssen, da Ängste die Funktion haben, uns vor realen Bedrohungen zu warnen, würden wir im Wachzustand befähigt, mit tatsächlichen Bedrohungen besser umgehen zu können. Revonsuo geht in seinen Hypothesen davon aus, dass Bedrohungssituationen, denen man im Wachen begegnet, das System insgesamt stimulieren, Gefahrensituationen aktiv zu beantworten, was wiederum zu einer Steigerung der Häufigkeit und Schwere solcher bedrohlichen Momente im Traum führe, was die Wahrscheinlichkeit erhöhe, Erfolge zu reproduzieren.
Revonsuo ist europäischer Herausgeber der Zeitschrift Consciousness and Cognition.

### Bücher
- Foundations of Consciousness. Taylor & Francis 2018, ISBN 978-0-415-59466-0
- Inner Presence: Consciousness as a Biological Phenomenon. (Innere Präsenz: Das Bewusstsein als ein biologisches Phänomen.) The MIT Press 2006, ISBN 978-0-262-51341-8
- Consciousness: The Science of Subjectivity. (Bewusstsein: Die Wissenschaft der Subjektivität.) Taylor & Francis Ltd 2009, ISBN 978-1-84169-726-0
- On the nature of consciousness: Theoretical and empirical explorations. Annales Universitatis Turkuensis. Ser. B, Humaniora Yliopisto 1995, ISBN 978-951-29-0487-7

### Mitherausgeberschaft
- Antti Revonsuo (Editor), Matti Kamppinen (Editor): Consciousness in philosophy and cognitive neuroscience. (Das Bewusstsein in der Philosophie und in den kognitiven Neurowissenschaften.) Lawrence Erlbaum Associates, Inc. 1994, ISBN 978-1-138-87644-6
- Yves Rossetti (Editor), Antti Revonsuo (Editor): Beyond dissociations: Interaction between dissociated implicit and explicit processing. (Jenseits der Dissoziationen: Interaktion zwischen implizierter und expliziter Verarbeitung.) Benjamins 2000, ISBN 978-1-55619-665-2

### Ausgewählte Artikel und Buchbeiträge
- Antti Revonsuo: Consciousness, dreams and virtual realities. Philosophical Psychology 8.1 (1995): 35-58.
- Antti Revonsuo: The reinterpretation of dreams: An evolutionary hypothesis of the function of dreaming. Behavioral and Brain Sciences 23.06 (2000): 877-901.
- Valli K & Revonsuo A: The threat simulation theory in the light of recent empirical evidence—A Review. The American Journal of Psychology 122 (2009):17-38.
- Koivisto M & Revonsuo A: Event-related brain potential correlates of visual awareness. Neuroscience and Biobehavioral Reviews 34(6) (2010):922-34.
- Antti Revonsuo: Prospects for a scientific research program on consciousness. Neural correlates of consciousness: empirical and conceptual questions. 2000, S. 57–75. In: Thomas Metzinger: Neural correlates of consciousness: Empirical and conceptual questions.  MIT Press, Cambridge (MA), ISBN 0-262-13370-9.

## Film
- Film über die The threat-simulation theory  (BBC Horizon: Why Do We Dream?)[3]

## Wissenschaftliche Auszeichnungen
- 1996: The Finnish Academy of Science, Award in recognition of a meritorious doctoral dissertation
- 1996: The University of Turku, Award in recognition of a meritorious doctoral dissertation
- 2008: The Henry Guze Award for Best Research Paper (The Society for Clinical and Experimental Hypnosis)
- 2009: The “2008 Most Influential Bioelectromagnetics Journal Paper by Citation” – Award (The Bioelectromagnetics Society)
- 2010: The “2009 Most Influential Bioelectromagnetics Journal Paper by Citation” – Award (The Bioelectromagnetics Society, 2010)